# Rhopalomyia truncata
Rhopalomyia truncata är en tvåvingeart som först beskrevs av Ephraim Porter Felt 1907.  Rhopalomyia truncata ingår i släktet Rhopalomyia och familjen gallmyggor. Inga underarter finns listade i Catalogue of Life.